# 伊万·安东诺维奇
伊万·伊万诺维奇·安东诺维奇（1937年4月3日—），白俄罗斯人，苏联的社会学家，曾任苏共中央委员会书记，苏联解体后任白俄罗斯共和国外交部长。